# Seznam brigad Jugoslovanske ljudske armade
Seznam brigad JLA.

## Oklepne
- 1. oklepna brigada (JLA)
- 4. oklepna brigada (JLA)
- 211. oklepna brigada (JLA)
- 243. oklepna brigada (JLA)
- 252. oklepna brigada (JLA)
- 329. oklepna brigada (JLA)
- 265. oklepnomehanizirana brigada (JLA)

## Mehanizirane
- 1. proletarska gardna mehanizirana brigada (JLA)
- 2. proletarska gardna mehanizirana brigada (JLA)
- 3. proletarska gardna mehanizirana brigada (JLA)
- 12. proletarska mehanizirana brigada (JLA)
- 32. mehanizirana brigada (JLA)
- 36. mehanizirana brigada (JLA)
- 140. mehanizirana brigada (JLA)
- 453. mehanizirana brigada (JLA)

## Motorizirane
- 10. motorizirana brigada (JLA)
- 13. proletarska motorizirana brigada JLA
- 14. motorizirana brigada (JLA)
- 16. proletarska motorizirana brigada (JLA)
- 24. motorizirana pehotna brigada (JLA)
- 145. motorizirana brigada (JLA)
- 169. motorizirana brigada (JLA)
- 180. motorizirana pehotna brigada (JLA)
- 195. motorizirana pehotna brigada (JLA)
- 221. motorizirana brigada (JLA)
- 228. motorizirana brigada (JLA)
- 253. motorizirana brigada (JLA)
- 327. motorizirana brigada (JLA)
- 343. motorizirana brigada (JLA)
- 395. motorizirana brigada (JLA)
- 622. motorizirana brigada (JLA)

## Artilerijske
- 150. mešana artilerijska brigada (JLA)
- 580. mešana artilerijska brigada (JLA)
- 1. mešana protioklepna artilerijska brigada (JLA)
- 102. mešana protioklepna artilerijska brigada (JLA)
- 158. mešana protioklepna artilerijska brigada (JLA)
- 202. mešana topniška brigada (JLA)
- 288. mešana protioklepna artilerijska brigada (JLA)
- 454. mešana protioklepna artilerijska brigada (JLA)
- 389. raketna artilerijska brigada (JLA)
- 3. brigada tankovskih uničevalcev (JLA)

## Konjeniške
- 10. konjeniška brigada (JLA)
- 11. konjeniška brigada (JLA)
- 12. konjeniška brigada (JLA)

## Letalske
- 138. transportna letalska brigada (JLA)

## Druge
- 14. partizanska brigada
- 17. proletarska brigada